# Modelo de Baddeley-Hitch

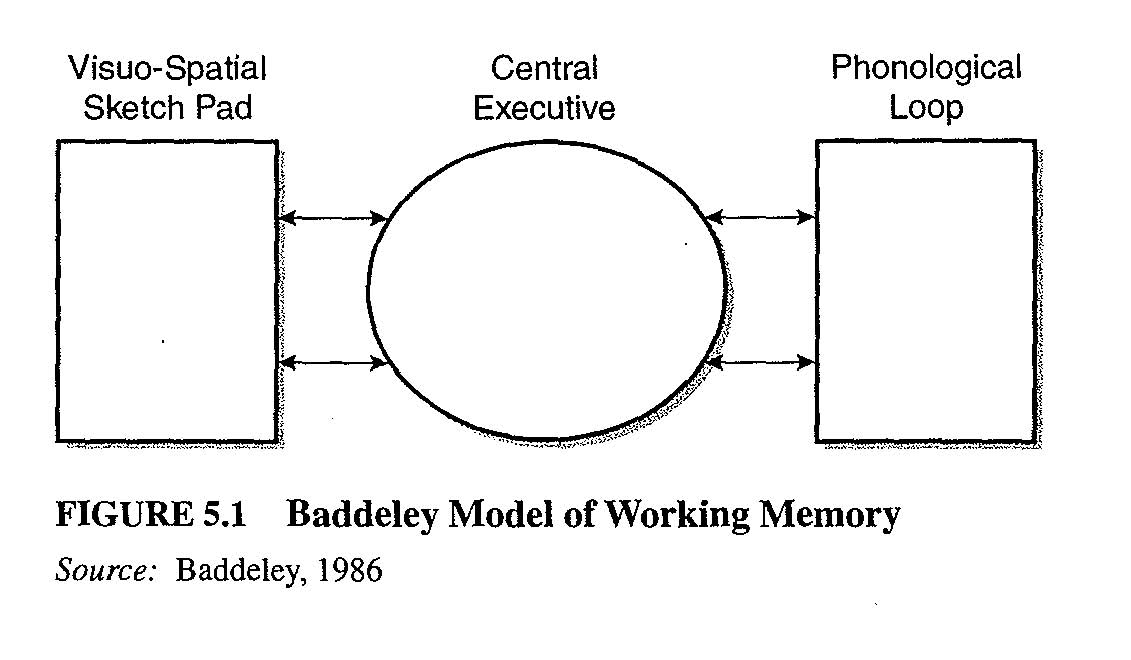
El Modelo de Baddeley-Hitch explicada de manera gráfica.

El Modelo de Baddeley-Hitch es una hipótesis explicativa de cómo funciona la memoria humana. El modelo fue propuesto por Alan Baddeley y Graham Hitch el 1974, y se trata de una explicación más precisa que las propuestas anteriormente sobre la memoria a corto y largo plazo Para hacer su explicación los autores crearon el concepto de memoria de trabajo, expresión con la cual es conocido también este modelo.
Este modelo ha sido más aceptado que el de Atkinson-Shiffrin, en el cual se inspiró, a pesar de que trabajos posteriores otros colaboradores, han ampliado la explicación y han ofrecido modelos alternativos según nuevas perspectivas. El mismo Baddeley ha hecho varios retoques a la propuesta inicial, motivo por el cual algunos libros citan este modelo usando solo el nombre de este autor.
La idea central es que, cuando estamos haciendo una tarea, usamos un tipo específico de memoria (la memoria de trabajo) donde un sistema de regulación decide qué datos acabados de obtener hay que almacenar temporalmente porque nos serán útiles mientras se realiza la tarea que nos hemos propuesto y qué datos hay que recuperar de los conocimientos adquiridos ya hace tiempos (la memoria a largo plazo) porque también nos serán útiles en relación con el que estamos haciendo.

## Antecedentes
Baddeley y Hitch propusieron su modelo explicativo de la memoria, que funciona en dos niveles, como alternativa al Modelo de Atkinson–Shiffrin del 1968, que describía tres niveles. Según aquel modelo el procesamiento de la memoria pasa por tres niveles: un sensorial, otro a corto plazo y un tercero a largo plazo.[1]Baddeley y Hitch, engloban los anteriores conceptos de memoria sensorial y memoria a corto plazo en un solo sistema, la memoria de trabajo, con la intención de mejorar la explicación del funcionamiento de la memoria a corto plazo.

## Componentes del modelo de Baddeley-Hitch
El modelo de memoria ideado originalmente por Baddeley y Hitch tiene tres componentes: una área central ejecutiva que actúa como sistema supervisor y controla el flujo de información desde y hacia los sistemas encadenados que son: el bucle fonológico y los esbozos de representación viso-espaciales. El bucle fonológico almacena contenido verbal, mientras que el otro captura los datos viso-espaciales. Estos sistemas encadenados solo funcionan como memoria a corto plazo. El año 2000 Baddeley añadió un tercer sistema encadenado a su modelo original, el seleccionador de la memoria episódica.
La central ejecutiva es un sistema flexible responsable del control y regulación de los procesos cognitivos. Tiene las entradas de información de varias fuentes transformándola en episodios coherentes
- coordinación de los sistemas encadenados
- alternar entre la ejecución de tareas o la recuperación de datos y estrategias de la memoria
- seleccionar cuando hay que dirigir la atención o inhibirla

Se puede considerar en conjunto como un sistema supervisor que controla los procesos cognitivos y que interviene cuando se desvían.
Usando el paradigma de la tarea dual, Baddeley y Erses encontraron, por ejemplo, que los pacientes con demencia causada por Alzheimer se veían con dificultades cuando se los pedía que realizaran varias tareas simultáneamente, incluso cuando la dificultad de cada tarea estaba adaptada a sus habilidades.[2]
Las investigaciones más recientes sobre la función ejecutiva sugieren que la supuesta central ejecutiva no es tal como la concibieron Baddeley y Hitch; más bien parece que existen funciones ejecutivas separadas que pueden variar mucho entre individuos y que se pueden, por separado, alterar o reutilizar con una función que antes no tenían, cuando se produce una lesión cerebral.[3]
Bucle fonológico
El bucle fonológico, también llamado bucle articulatorio, es donde se procesa la información sonora o fonológica. Consta de dos apartados: un almacén fonológico con pistas de memoria auditiva que están sujetas a una rápida degradación o desaparición, y un apartado de recuperación para la práctica articulatoria (a veces dicho bucle articulatorio) capaz de retomar las pistas de la memoria.
Cualquier información verbal auditiva entra directamente al archivo fonológico. El lenguaje presentado visualmente puede ser transformado al código fonológico con una articulación silenciosa y, por lo tanto, ser codificado dentro del archivo de memoria fonológico. Esta  transformación viene facilitada por el proceso de control articulatorio. El archivo fonológico actúa como una "oreja interna", recordando sueños hablados en orden temporal, mientras que el proceso articulatorio actúa como una "voz interna" que repite las series de palabras (u otros elementos del discurso) en un bucle para prevenir su desaparición o decaimiento. El bucle fonológico puede tener una intervención decisiva en la adquisición de vocabulario, en especial durante los primeros años de la niñez.[4] También puede ser clave en cuanto al aprendizaje de una segunda lengua.
Las pruebas que apoyan a la existencia del bucle fonológico son cinco principalmente:
1. El efecto de la similitud fonológica:Las listas de palabras que suenan de forma parecida son más difíciles de recordar que las palabras que suenan diferente.

 La similitud semántica (parecidos en el significado) tienen, en comparación poco efecto, y esto apoya a la idea que la información verbal se encuentra codificada en gran parte en cuanto a su fonética dentro de la memoria de trabajo.[5][6]
2. El efecto de supresión de la articulación:La memoria de material verbal no funciona correctamente cuando a una persona se le pide que diga algo irrelevante en voz alta mientras estaba diciendo la lista memorizada.

 Se asume que esto es debido a un bloqueo del proceso de recuperación de información por emprar en la práctica, por lo tanto, las pistas de la memoria en el bucle fonológico han decaído hasta desaparecer.[7]
3. La transferencia de información entre códigos:En datos presentados visualmente, los adultos acostumbran a nombrarlas y pronunciarlas, de forma que la información es transferida de un código visual a un código auditivo.

 La supresión de la articulación impide su transferencia, y en este caso, el efecto de similitud fonológica antes mencionado, es eliminado cuando los ítems se presentan solo visualmente.[8]
4. Las evidencias neuropsicológicas: Un almacenamiento fonológico defectuoso explica la conducta de pacientes con un específico déficit en la memoria fonológica a corto plazo.

 Los pacientes afásicos con dispraxia verbal congénita son incapaces de poner en marcha los códigos motores del habla necesarios para la articulación, debido a una deficiencia en el proceso de recuperación de la memoria por la práctica de la articulación.[9]

Por otro lado, los pacientes con disartria, los cuales tienen problemas de habla secundarios, muestran una capacidad normal para posar en práctica el lenguaje recuperándolo de la memoria. Esto sugiere que el ensayo interno de la pronunciación (la práctica subvocal) es crucial.[10]
Además, hay mucha bibliografía acumulada por la investigación durante décadas, que aporta una base sólida a la teoría de la existencia del sistema fonológico de memoria. En un estudio del 1971, Stephen Madigan demostró que un efecto prolongado de recència se puede observar cuando se recuerda una serie de palabras (de la primera hacia la última) que previamente se han presentado en una lista auditiva, en comparación con una lista presentada visualmente. Un efecto menor se observa cuando se invierte la orden de recuperación de la memoria (de la última palabra de la lista hasta la primera).[11] En su estudio, la presentación auditiva puerta a un mayor recuerdo de los datos estudiados más recientemente. Catherine Penney amplió este descubrimiento al observar que los efectos modales se pueden encontrar también en el caso de las tareas en que se utiliza la recuperación de la información de forma libre, sin seguir un orden.[12] El 1965, Dallett descubrió que este efecto modal se reduce mucho con la adición de un "dato sufijo" a la lista presentada; este sufijo es un elemento de distracción que no hay que recordar.[13] Robert Greene utilizó esta observación el 1987 para descubrir que este efecto del sufijo tiene un impacto más grande en listas aprendidas auditivamente, en comparación a las listas visuales.[14] La culminación de todos estos descubrimientos ha dado como resultado ser una sólida base que apoya a la teoría que propone la existencia de una memoria a corto plazo que almacena información fonética aprendida recientemente. Además, Bloom y Watkins encontraron que el efecto sufijo disminuye bastante cuando el sufijo no se interpreta como sonido lingüístico, y esto concuerda con la teoría de la memoria fonológica a corto plazo, puesto que no  estaría afectado por elementos distractors no lingüísticos.[15]
Los esbozos de representación visuo-espacial
Se da por supuesto que hay un sistema de esbozos visuo-espaciales que procesa la información procedente del que vemos. Es de utilidad para el archivo temporal y por la manipulación de la información visual y espacial, como por ejemplo recordar formas y colores o la localización en el espacio y la velocidad de un objeto que se mueve. También tiene relación con tareas que implican planificar y calcular movimientos espaciales, por ejemplo recordar qué atajo tenemos que coger para salir de un edificio grande. El sistema de esbozos visoespaciales puede dividirse en sistemas separados: uno de visual, un espacial y posiblemente otro quinestésico (en relación con el movimiento). Está principalmente localizado en el hemisferio derecho del cerebro.[16]
Robert Logie ha propuesto que el sistema de esbozos de representación visuo-espacial se podría subdividir en dos componentes:
- El archivo de memoria visual (visual cache), que desa la información relacionada con la forma y el color.
- El marcador interno (inner scribe), que procesa la información espacial y de movimiento. También recupera información del archivo de memoria visual (visual cache) y la transfiere hacia la central ejecutiva.[1]

La distinción entre visual y espacial del sistema de esbozos visuo-espaciales se fundamenta en tres evidencias:
- Hay menos interferencia entre las tareas visual y espaciales que entre dos tareas visuales o entre dos tareas espaciales.[18]
- Las lesiones cerebrales pueden influir en una de estas partes sin influir en la otra.
- Los estudios con imágenes del cerebro muestran que las tareas que implican usar la memoria de trabajo con objetos visuales activan muchas áreas del hemisferio izquierdo, mientras que las tareas que implican información espacial activan más áreas en el hemisferio derecho.[19]

El año 2000 Baddeley añadió un cuarto componiendo al modelo original, el regulador episòdic. Este componente es un tercer sistema encadenado a la central ejecutiva, dedicado a enlazar información para formar unidades integradas de información visual, espacial y verbal con una secuencia de tiempo (o en una ordenación cronológica), comparable a la memoria de una película que se puede ordenar en secuencias. Se asume que el regulador episódico tiene conexión con la memoria a largo plazo y con el significado semántico.[16]
La principal motivación para introducir este componente fue la observación que algunos pacientes (en particular los muy inteligentes) con amnesia, de los cuales se esperaba que no tendrían habilidad para codificar la información nueva a largo plazo, pero que no obstante podían recordar bien historias a corto plazo, recuperando mucha más información de la que pudiera provenir del bucle fonológico.[20]

## Según la neurociencia
Hay muchas pruebas provenientes de estudios neurológicos que demuestran la existencia de un regulador de la memoria de uso reciente diferenciado de la memoria a largo plazo. El bucle fonológico parece estar conectado a la activación del hemisferio izquierdo, en concreto con el lóbulo temporal. El sistema de esbozos de representación visuo-espacial activa diferentes áreas dependiendo de la dificultad de la tarea; las tareas menos difíciles parecen activar el lóbulo occipital, mientras que las tareas complejas activan el lóbulo parietal. La central ejecutiva es todavía un misterio, a pesar de que se cree que está más o menos localizada en el lóbulo frontal del cerebro. El regulador episòdic parece estar localizado en los dos hemisferios con activaciones al lóbulo frontal, al lóbulo temporal y a la porción izquierda del hipocampo (Rudner y alto., 2007). En estudios genéticos se ha encontrado que el gen ROBO1 está relacionado con el regulador fonológico, ya sea íntegramente o una parte del ene.[21][22]

## Validez del modelo
La gran aceptación del modelo de Baddeley se debe al hecho de que integra un gran número de descubrimientos procedentes de investigaciones sobre la memoria a corto plazo. Además, los mecanismos de los sistemas encadenados a la central ejecutiva, en especial el bucle fonológico, han servido para inspirar nuevos estudios en psicología experimental y neuropsicología.
No obstante, también ha recibido críticas, por ejemplo en cuanto al bucle fonológico, puesto que algunos detalles encontrados a los estudios no se explican fácilmente con el modelo original de Baddeley y Hitch.[23][24]
El regulador episódico se considera un añadido necesario del modelo de memoria de trabajo, pero no se ha investigado lo suficiente y sus funciones permanecen poco claras.